# William Fison
William Guy Fison, född 25 oktober 1890 i London, död 6 december 1964 i Mere, var en brittisk roddare.
Fison blev olympisk silvermedaljör i åtta med styrman vid sommarspelen 1912 i Stockholm.